# Карусель (фильм, 1962)
«Карусель» — советский короткометражный фильм 1962 года. Учебная работа студента 3 курса режиссёрского отделения ВГИКа Михаила Кобахидзе, мастерская Сергея Герасимова, который поздравил его с учебной работой и позволил сдать экзамены экстерном.

## Сюжет
Лирическая уличная зарисовка. Фильм фактически немой — есть уличные шумы, шум толпы, многоголосье в ускоренном темпе, говорят Он и Она, но вместо слов — щебетанье: так кино по выражению режиссёра становится «музыкой изображения».
В Москве наступает утро, улицы залиты солнцем. Вход в метро «Площадь революции», переулок Сивцев Вражек, ещё безлюдные улицы. Граждане выходят из своих домов и дружным строем направляются на работу. Так же дружно они пьют газированную воду из автоматов, покупают газеты, поднимаясь из подземного перехода входят в телефонные будки, в здания. Так пробуждается город.
В этом многолюдном городе в автобусе вдруг встречаются двое — Он и Она. Она выходит на остановке у Парка культуры и отдыха в Сокольниках. Он бежит за ней и видит, что Она села на карусель. Затем идёт за ней до института. Здесь пара разговаривает и идёт дальше вместе. Но в какой-то момент они случайно разминулись. Бегают в поисках, и не находят друг друга.

В ней ничего особенного не происходит. Но происходит много всего.

Он и Она. Открытые и гостеприимные объятия города, залитого солнцем. Это рай, в котором открыты все дороги — и дорога любви. Магическая сила кино — Он увидел Её. И перегляды, улыбки — чему? Безусловная эмоция, которая передается пантомимой. Она появляется в платье, на котором вышито сердце.— журнал «Сеанс», 2019

## В ролях
- Наталья Зорина — Она
- Станислав Бородокин — Он
- Михаил Кобахидзе — Мужчина

## Критика
Журнал «Советский экран» (1966) отмечал, что студенческим работам режиссёра «Молодая любовь» и «Карусель» «было ещё далеко до „Свадьбы“, но в них уже заметен почерк её автора. (Там тоже ситуация важна только как способ рассказать O состоянии души влюбленных… А приёмы похожи: в обеих короткометражках герои не произносят слова, обе иронично-лиричны».
В 2016 году фильм был показан на фестивале архивных фильмов «Белые столбы», критик Алексей Мокроусов назвал фильм «обаятельная короткометражка от мастера короткометражек».

Комическое сменяется лирическим, и наоборот. Все это подчеркнуто музыкой и изобретательно подобранными шумами. Легкость, игривость, ускоренные движения людей в кадре, пантомима, отсутствие диалогов (вместо них — щебет птичек или рык льва) — все это напоминает раннее немое кино.— Музей кино, 2021